# V–2

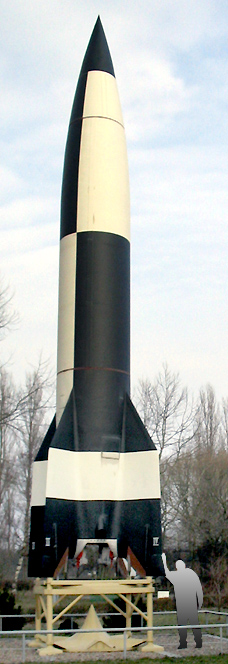
A V-2 makettje Peenemündében (a jobb alsó sarokban egy ember sziluettje a méret érzékeltetése céljából)

A V–2 (ejtsd: fau-kettő, a német Vergeltungswaffe-2 kifejezés rövidítése, magyar jelentése kb. „a megtorlás fegyvere”) a második világháború idején a Harmadik Birodalomban kifejlesztett egyfokozatú, folyékony hajtóanyagú ballisztikus rakéta. A háború során Nagy-Britannia és Belgium ellen vetették be. A háború befejezését követően mind a Szovjetunió, mind az Egyesült Államok a V–2 rakétákat és a német szakembereket használta fel saját rakétaprogramjához. A V–2 rakéta volt az első ember alkotta eszköz, ami nem a világűr elérése céljából, de kilépett a világűrbe.

## Története
A folyékony hajtóanyagú rakéta használatának elveit Konsztantyin Ciolkovszkij orosz tudós írta le először, Robert Goddard amerikai rakétakutató pedig elsőként indított ilyen eszközt. Európában Németország volt a rakétakutatások őshazája. 1927-ben az Űrutazási Társaság (VfR – Verein für Raumschiffahrt) tagjai kezdtek kísérleti rakéta építésébe. Köztük volt egy fiatal mérnökhallgató, Wernher von Braun is. Braun hamar a csoport vezetője lett nagyszerű szervezőkészségének és a rakéták irányítórendszerének zseniális kidolgozásának köszönhetően.
A rakéták fejlesztése azután vett lendületet, hogy a versailles-i békeszerződés nyomán sokféle fegyver gyártásától eltiltott Németország hadserege (a Reichswehr) új fegyvereket keresve rátalált a VfR-re, és 1932-től kezdve anyagilag szponzorálni kezdte a megvalósíthatósági kutatásokat. Walter Dornberger tábornok, aki a rakétakutatásokért volt felelős a német hadseregben, le volt nyűgözve Wernher von Braun terveitől és bemutatójától.
Az anyagi támogatás birtokában már 1932-ben elkészült az A1 (Aggregat 1) jelű etanollal és cseppfolyós oxigénnel működő első rakéta. 1934-re a továbbfejlesztett változat, az A2 is elkészült, amellyel a nem sokkal korábban beiktatott új német kancellár, Adolf Hitler előtt sikeres bemutatót tartottak. A siker nyomán a hadsereg besorozta von Braunt és csapatát, és katonai programmá nyilvánították a rakétafejlesztéseket. Az A2 után következett az A3, majd összesen hatévnyi fejlesztőmunka után az A4 típus létrehozása (ez volt a későbbi V–2). Ez utóbbi már igazi rakétának számított, 177 km megtételére volt alkalmas 1 tonnás bombateherrel míg elődei inkább csak kipróbálásra szánt makettek voltak.
Dornberger tábornok elrendelte a fejlesztőbázis áthelyezését a zsúfolt Kummersdorf-Gut kísérleti telepről (ez Berlin közelében volt) a Balti-tenger Usedom nevű kis szigetén lévő Peenemündébe.
Az A4 első startjára 1942 márciusában került sor, amelynek eredményeképpen 1,6 kilométeres repülést követően zuhant a tengerbe a rakéta. A második repülés sem hozott több sikert. Az 1942. október 3-án sorra került harmadik start sikerült először tökéletesre, és a rakéta 193 kilométeres távolságra jutott, miközben 80 kilométer magasságot ért el pályája csúcsán. Az A4 továbbfejlesztett változata a V–2 jelölést kapta, aminek gyártása 1943 elején kezdődött meg.
A projekt titkossága megszűnt, amikor a lengyel ellenállás észlelte a V–2 tesztkilövését a bliznai (Lengyelország, Kárpátaljai vajdaság) kísérleti telep közelében, és műszaki információkat adott át az angol hírszerzésnek. A brit légierő ezek után többször bombázta a peenemündei létesítményeket, de sem a fejlesztés, sem a gyártás nem szűnt meg, csak valamelyest lelassult.
Az egyik tesztkilövés során a V–2 a számítások szerint a világűr határáig emelkedett, ezzel az első ember készítette tárgy volt, amely az űrben járt.

## Műszaki jellemzői

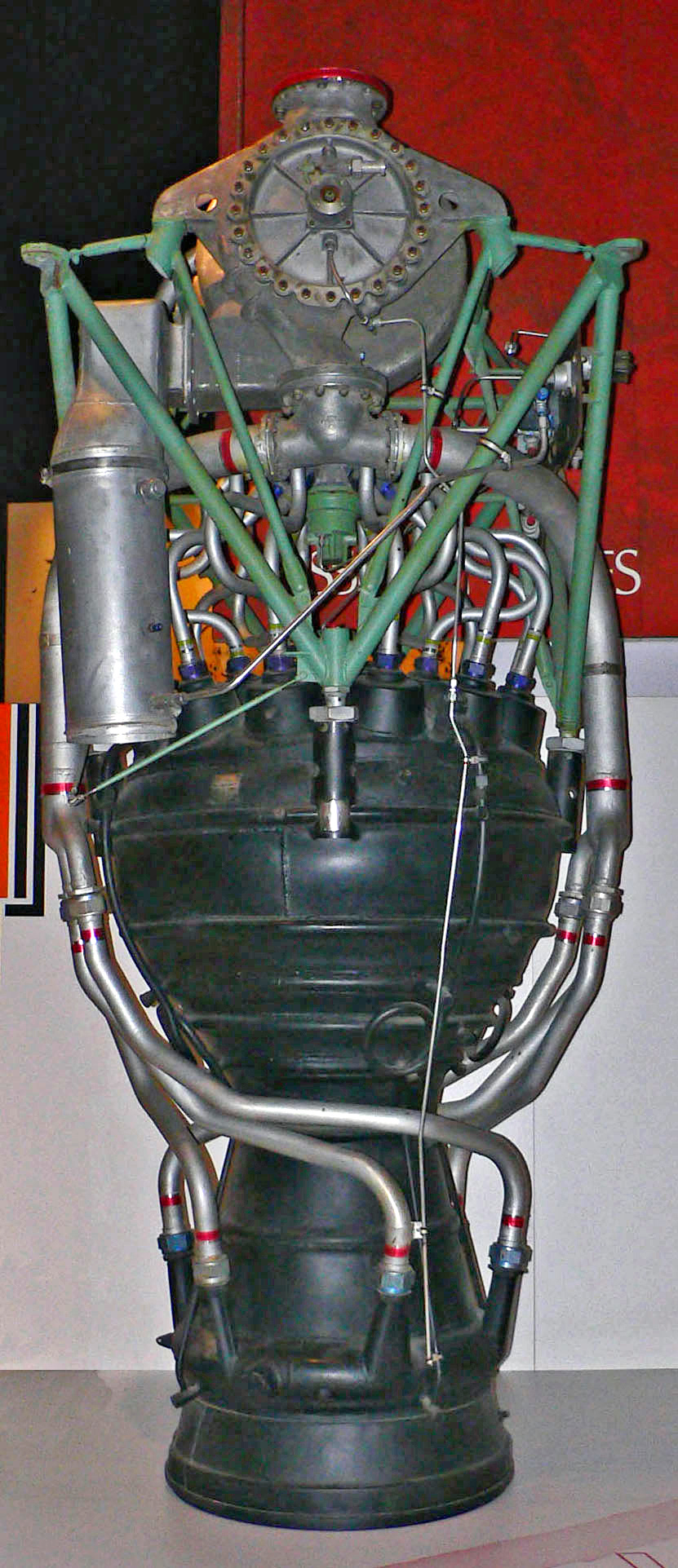
A V–2 hajtóműve. Felül a turbószivattyú, alatta balra a gázgenerátor látható. Alul megfigyelhetők a tüzelőanyagot szállító csövek, amelyek az alkohol–víz keveréket a kettős falú fúvócsőbe vezették.

### Hajtómű
Meghajtásáról egy Walter Thiel tervezte, 27 tonna tolóerejű folyékony hajtóanyagú rakétahajtómű gondoskodott. Tüzelőanyaga etanol és víz keveréke volt, oxidálóanyagként folyékony oxigént használtak. A hajtóanyagtartályokban 3800 kg tüzelőanyag és 4900 kg oxidálóanyag kapott helyet. Ezeket egy hidrogén-peroxiddal működő gőzgenerátorral fejlesztett nagynyomású gőz által hajtott turbószivattyú juttatta a hajtóműbe. A gőzgenerátor üzemanyagait nagynyomású nitrogéngáz préselte a gőzgenerátorba, ahol azok reagáltak egymással. A hidrogén-peroxid elbontásához katalizátorként kálium-permanganát vizes oldatát használták. A bomlás során keletkező hő a bomlástermékből gőzt fejlesztett, ez hajtotta a turbószivattyút. Ez a szivattyú szállította a folyékony oxigént és az alkohol-víz keveréket a hajtómű üzemi nyomású égésterébe. Az alkohol–víz keverék először a kettős falú fúvóka alsó elosztó körvezetékébe  jutott, ahol a tüzelőanyag egyrészt felmelegedett, másrészt hűtötte a fúvókát. A tüzelőanyagot 1224 db fúvókán keresztül fecskendezték be az égéstérbe, ahol az oxigénnel keveredve 2500–2700 °C-on végbement az égés. A tüzelőanyag egy része a hajtómű köpeny belső felületén lévő lyukakon keresztül a hajtómű belső oldalára került, ahol az alkohol–víz keverék kellő mennyiségű oxidálóanyag hiányában csak elpárolgott, ez pedig az égéstér falát védő gázfilmet képezett. Az így el nem égett tüzelőanyag a fúvócsövet elhagyva, a levegőben gyulladt meg, ez okozta a V–2 jellegzetes, hosszú tűzcsóváját.

### Irányítórendszer
A rakéta célbajuttatásához négy giroszkópból álló tehetetlenségi önirányítást alkalmaztak. A LEV–3 típusjelű irányítóberendezés két egymástól független (a függőleges, illetve vízszintes síkhoz rögzített egy-egy giroszkóppal ellátott) rendszerből állt. A rakéta irányítása gázsugár-kormányzással, a tolóerő-vektor változtatásával történt. A gázsugár eltérítését a fúvócső mögött, a stabilizátorszárnyak belső oldalán elhelyezett gázsugár-kormányok elforgatásával oldották meg. A repülési távolságot a hajtómű üzemidejével állították be. A felszállás után a hajtómű a hajtóanyag kifogyásáig legfeljebb 210 másodpercig működhetett, a hajtóművek megfelelő pillanatban való leállításáról egy analóg számítógép elektrolit alapú összegintegrátora gondoskodott. Későbbi változatánál kísérleteztek rádióhullám-nyalábbal való irányítással, de ez kezdetleges állapotban maradt.
A kezdetleges irányítórendszer miatt a V–2 meglehetősen pontatlan fegyver volt. A találati hiba 17 km-es volt, azaz a maximális hatótávolságában 50%-os eséllyel találta el a célpont 17 kilométeres körzetét.
A rakétát függőlegesen indították. Parabolapályája elején magassága meredeken emelkedett (számítások szerint megközelítette a világűr 100 km-es határát), majd amikor tüzelőanyaga elfogyott, szabadesésbe kezdett. Elméleti hatótávolsága 320 km volt, 1000 kg bombateherrel.

### Műszaki adatok
- Fesztávolság: 3,56 m (a vezérsíkoknál)
- Magasság: 14,30 m
- Hajtómű: alkohol és folyékony oxigén hajtóanyagú rakétamotor; max. 250 kN tolóerő
- Tömeg: 12 927 kg (harckészen)
- Robbanótöltet: 975 kg
- Maximális terhelhetőség: 1000 kg
- Maximális hatótávolság (1000 kg teherrel): 320 km
- Maximális sebesség: 5630 km/h

## Harci alkalmazása

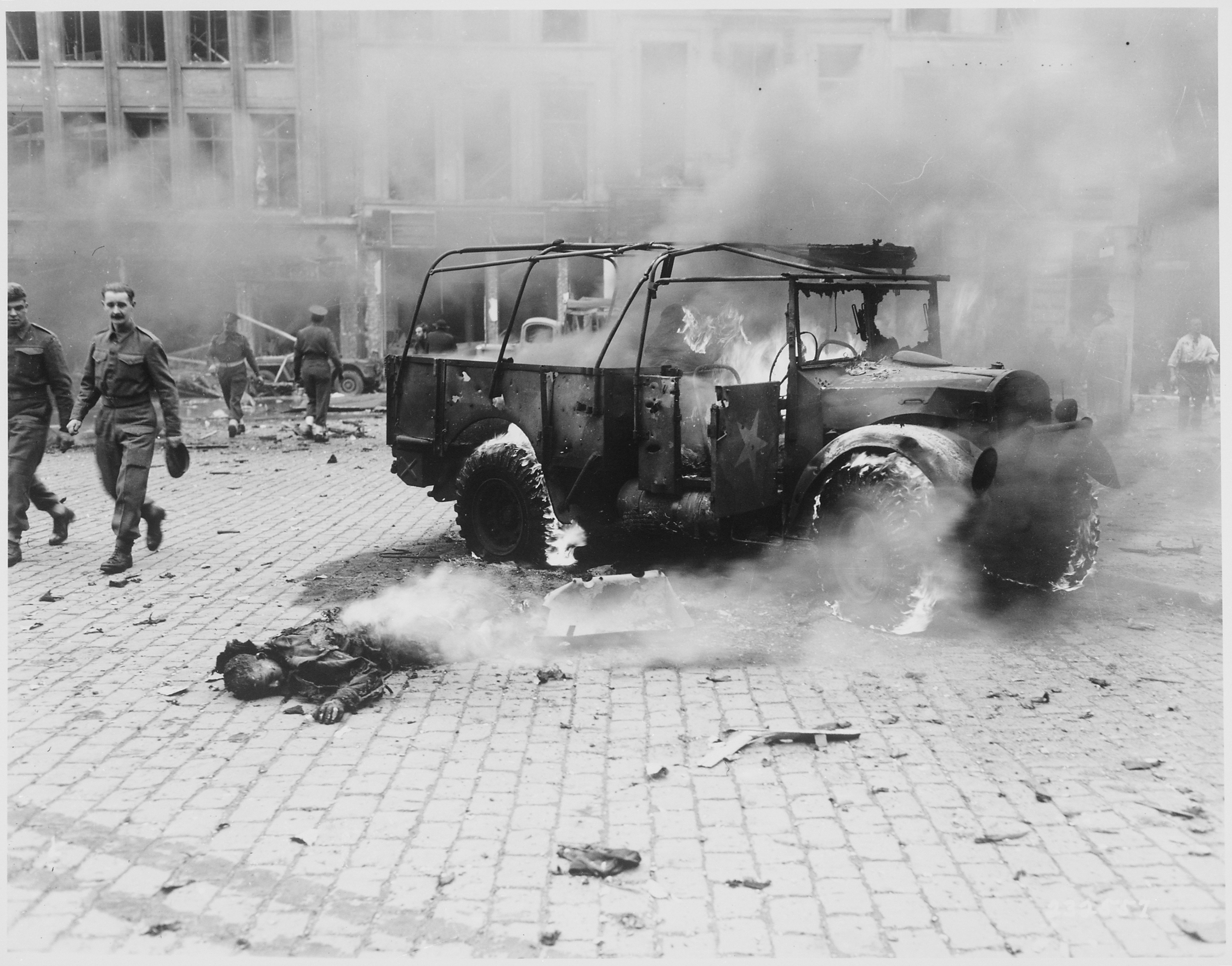
A becsapódás helyszíne

Az A4 sikeres repülését követően a náci hadvezetés rögtön kikiáltotta a V–2-t a Hitler által sokat emlegetett "csodafegyverré". Goebbels propagandaminisztériumában pedig a korábban hadrendbe állított V-1 fegyver analógiájára V–2 (Vergeltungswaffe – Megtorlófegyver) névre keresztelték át.
Mivel a pályája csúcsától kezdve meghajtás nélkül, nagy sebességgel, hangtalanul közlekedett, sem észlelni, sem elhárítani nem lehetett. Halálos csendben, véletlenszerű helyen zuhant le (többnyire nem katonailag fontos objektumok közelében), esetenként jelentős pusztítást okozva (bár az egy rakétára számított áldozatok átlagos száma 2 fő volt).
Dornberger a mozgó indítóállások alkalmazását részesítette előnyben, de Hitler ragaszkodott a rögzített indítóállásokhoz. Az első Éperlecques-ben épült meg (Franciaország Pas-de-Calais megye, St. Omer közelében). Később további fix állások épültek Cherbourg közelében.
Hitler elképzelése az volt, hogy a V–2 rakétákat föld alatti üzemekben állítanák elő, amiket vasút kötne össze az indítóállásokkal, így elvileg bárhonnan, bármikor fellőhető lett volna V–2 rakéta. Azonban ezeket a fix indítóállásokat a brit légierő hevesen támadta, így Hitler belátta, hogy a mozgó indítóállás a jobb megoldás. A rakétát speciális teherautón szállították, és 90 perc alatt képesek voltak rakétát kilőni, majd 30 perc alatt távozni a helyszínről, így légicsapástól nem kellett tartaniuk. Ezzel a módszerrel napi 10 V–2-t indítottak 1944 szeptembere és 1945 márciusa között.
A V–2 rakéta első harci bevetése 1944. szeptember 2-án volt, a 444-es Üteg küldte első rakétáját Angliára. A háború során összesen 3172 dokumentált rakétaindítást végzett a német hadsereg, főként belgiumi és angliai célokra, ám csak 1100 érte el célját. Sok rakéta repülés közben felrobbant vagy a tengerbe zuhant. Ezt a hibát a fegyver alkalmazásának végére sikerült kiküszöbölni a mérnököknek. Az utolsó két V–2-t 1945. március 27-én indították. A V–2 okozta robbanásokban 2754 ember halt meg és további 6523 súlyos sérültet kellett ápolni.
A V–2 rakétákat nagy mennyiségben, hadifoglyokkal gyártatták, rabszolgamunkával, főleg a Kohnstein-hegységben lévő Nordhausen közelében, föld alatti üzemekben. A munkakörülmények embertelenek voltak. 1943 októberéig több mint 10 500 rabszolga halt meg. A naponta meghaltak száma elérte a 100 főt.
A V–2 fő célpontjai Antwerpen és London voltak. Főbb célpontok a háború alatt:
- Belgium: 1664
  - Antwerpen 1610 (≈ a teljes mennyiség 50%-a)
  - Liege 27
  - Hasselt 13
  - Tournai 9
  - Mons 3
  - Diest 2
- Anglia: 1402
  - London 1358 (≈ a teljes mennyiség 40%-a)
  - Norwich/Ipswich 44
- Franciaország: 76
  - Lille 25
  - Párizs 22
  - Tourcoing 19
  - Arras 6
  - Cambrai 4
- Hollandia: 19
  - Maastricht 19
- Németország: 11
  - Remagen 11

Bár a V–2 elsősorban a London elleni náci terrorbombázás egyik jelképe lett, elsősorban az antwerpeni kikötő ellen vetették be, amelyet súlyosan meg is rongált a német hadsereg, de csak lassítani tudta az Anglián át a kontinensre szállított amerikai hadianyag-utánpótlást.
Terrorfegyverként a rengeteg civil áldozat miatt lett hírhedt, ami pontatlansága számlájára írható. A legtöbb feljegyzett áldozat egyetlen V–2 találat során 567 halott volt egy antwerpeni moziba való becsapódáskor.

### Utóélete
A világháborút követően Wernher von Braun és egy 40 fős mérnökcsapat az USA-ba került 70 készletnyi hadizsákmány A4/V–2 rakétával. A rakétamérnökök azonnal munkába álltak és a két hónappal korábban elhunyt Robert Goddard örökét átvéve az amerikai hadseregnek kezdtek rakéták fejlesztésébe. Egy sor amerikai katonai rakéta alapult az A4 technikáján.
Később von Braun űrrepülésre alkalmas hordozóeszközök fejlesztését kapta feladatul, így született meg a Jupiter és a Saturn rakétacsalád, amelyek egyik tagja, a Saturn V juttatta el az amerikai űrhajósokat a Holdra. Von Braun rakétái mind-mind az egykori V–2 leszármazottainak tekinthetők.
A másik nagyhatalom, a Szovjetunió kezébe is került a háború végén hadizsákmányként nagy mennyiségű rakétaalkatrész, és hadifogolyként olyan mérnökök, akik részt vettek a rakétafejlesztésekben. A „kettő kombinációjából” hamarosan megszületett a Szovjetunió első ballisztikus rakétája, az R–1, majd az R-sorozat többi katonai tagja. Ezek alapján fejlesztette ki a Szergej Koroljov vezette csapat a későbbi Szputnyik és Vosztok rakétákat, amellyel az első műhold, illetve az első ember eljutott a világűrbe.
A V–2 rakéta az ufókkal kapcsolatos mítoszok és elméletek részévé vált, méghozzá a ufószerencsétlenségek magyarázatát szkeptikusok egy része a V–2 rakétákban látta. A kísérleti rakéták lakott területen is becsapódtak, ebből fakadóan vélik úgy többen, hogy az egyes lezuhant repülő csészealjakról szóló történetek ilyen rakéták becsapódásai, pontosabban a történeteket szemtanúk eltorzították.

## További irodalom
- Axelrod, Alan: Encyclopedia of World War II, Facts On File, Inc., 2007, ISBN 0-8160-6022-3
- Dornberger, Walter.: V-2. New York: Ballantine Books, 1954;
- Dungan, T. D.: V-2: A Combat History of the First Ballistic Missile. Yardley, Pa.: Westholme, 2005;
- Huzel, Dieter K.: Peenemunde to Canaveral. Englewood Cliffs, N.J.: Prentice Hall, 1965;
- King, Benjamin, Timothy J. Kutta.: Impact: The History of Germany’s V-Weapons in World War II. New York: Da Capo Press, 2003.

- Tyskernes V-2 raket
- www.v2rocket.com
- A4tebeschreibung
- A4_Fibel
- Raketen och Jag
- över teknisk undersökning av robotflygplan, som landat i Sverige.
- More V2 Technical Intelligence Operations Archiválva 2019. január 8-i dátummal a Wayback Machine-ben
- V2 Intelligence Operations Archiválva 2019. január 7-i dátummal a Wayback Machine-ben
- Technical Intelligence and Foreign Materiel Acquisition Archiválva 2018. július 19-i dátummal a Wayback Machine-ben
- Tyska robotar som störtat i Sverige 1943-1944
- Soviet search for rocket technology in Germany
- urrender of the V-2 Division and the formation of Versuchskommando Altenwalde (AVKO) for Backfire tests
- KAZIMIERZ SZRAJER, 1919-2012 & the German Rocket V-2, WWII July 1944
- How aerial photographs tracked down Hitler's flying bombs Archiválva 2016. július 31-i dátummal a Wayback Machine-ben
- raketenspezialisten.de
- Raketenfertigung in Friedrichshafen
- kheichhorn.de Archiválva 2020. november 2-i dátummal a Wayback Machine-ben
- bernd-leitenberger.de
- v2werk-oberraderach.de